# San Félix (Mauroa)
Pour les articles homonymes, voir San Félix.
San Félix est l'une des trois paroisses civiles de la municipalité de Mauroa dans l'État de Falcón au Venezuela. Sa capitale est San Félix.

## Géographie

### Démographie
Hormis sa capitale San Félix, la paroisse civile abrite plusieurs localités dont :
- Corralito
- El Llanito
- San Félix

## Économie

### Tourisme
À la pointe nord-ouest de la paroisse civile se trouve la plage de Quisiro à laquelle on accède depuis l'État voisin de Zulia et la ville de Quisiro.